# Lipenka
Lipenka (ryska: Липенка) är en ort i Kirgizistan. Den ligger i oblastet Ysyk-Köl Oblusu, i den östra delen av landet, 300 km öster om huvudstaden Bisjkek. 